# Haakon norvég királyi herceg
Haakon norvég királyi herceg (teljes nevén Haakon Magnus) (Oslo, 1973. július 20. –) V. Harald norvég király és Szonja norvég királyné fia, 1991 óta norvég trónörökös.

## Élete
Az oslói Rikshospitalet egyetemi klinikán született. Egy nővére van, Márta Lujza norvég hercegnő. A norvég királyi ház negyedik generációjához tartozik.
2001. augusztus 25-én az oslói székesegyházban feleségül vette Mette-Marit Tjessem Høibyt. Lányuk, Ingrid Alexandra norvég hercegnő 2004. január 21-én, fiuk, Sverre Magnus norvég herceg pedig 2005. december 3-án született. A hercegnének van egy 1997. január 13-án született fia is, Marius Borg Høiby.
A család az Oslo külvárosában fekvő Skaugum rezidencián lakik.

## Titulusai

### Címei
1973. július 20. – 1991. január 17.: Ő királyi felsége Haakon norvég herceg

1991. január 17. – napjainkig: Ő királyi felsége Haakon norvég koronaherceg

### Kitüntetései
Dánia: Az Elefántrend lovagja, 1991. július 20.

 Lettország: A Három Csillag érdemrend nagykeresztje